# 圣邦德里
圣邦德里（法語：Saint-Bandry，法語發音：[sɛ̃ bɑ̃dʁi]）是法国上法蘭西大區埃纳省的一个市镇，属于苏瓦松区。

## 地理
圣邦德里（49°22'18"N, 3°10'1"E）面积6.02 平方千米，位于法国上法蘭西大區埃纳省，该省份为法国北部内陆省份，北起北部省，西接索姆省和瓦兹省，东临阿登省和马恩省，西南至塞纳-马恩省，东北部与比利时接壤。
与圣邦德里接壤的市镇（或旧市镇、城区）包括：昂布勒尼、拉韦尔西讷、蒙蒂尼朗格兰。

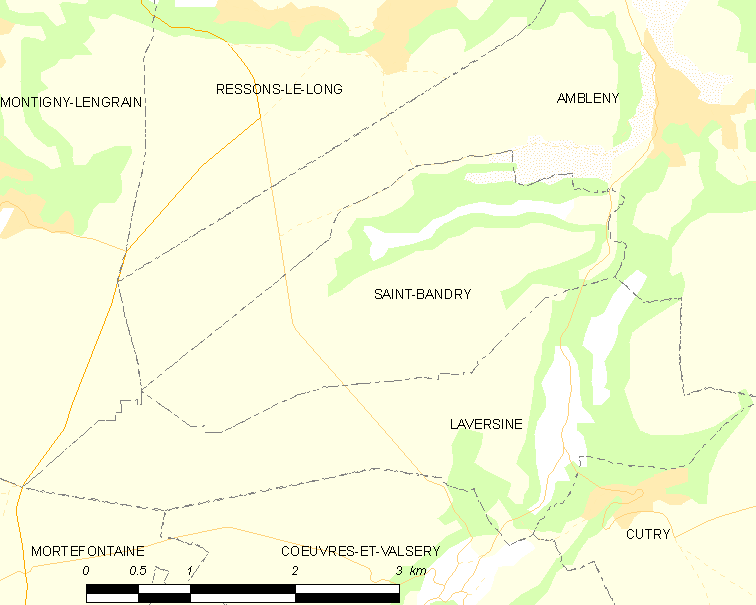
圣邦德里的OSM定位图

圣邦德里的时区为UTC+01:00、UTC+02:00（夏令时）。

## 行政
圣邦德里的邮政编码为02290，INSEE市镇编码为02672。

## 政治
圣邦德里所属的省级选区为埃纳河畔维克县。

## 人口

1962-2008年间圣邦德里人口变化图示

圣邦德里于2022年1月1日时的人口数量为240人。